# Debreceni Kiss Lajos (cigányprímás)
Debreceni Kiss Lajos (Debrecen, 1902. – Budapest, 1951. január 20.) hegedűművész, prímás, zeneszerző

## Életpályája
Neves prímás, id.Kiss Béla kisebbik fia.
Egyike volt a legképzettebb régi prímásainknak. Már nyolcéves korában atyja zenekarában
muzsikált, majd 12 évig a zenedében folytatta hegedűtanulmányait.
Saját együttesével 1925-ben jött Budapestre, de csakhamar külföldre szerződött.
Három gyárban kétszáznál több hanglemeze készült. Nagy létszámú zenekarával,
évekig Bécsben és Berlinben koncertezett. Műsoraiban, magyar nótákon kívül,
népszerű hegedűszólókat és közismert szalondarabokat is játszott.
Az egyik külső közvetítés alatt St. Moritzból telefonon kérték Rachmaninov
cisz-moll prelűdjének a megismétlését, ami az akkori adáson belül meg is 
történt. Néhány nappal később három amerikai turista gépkocsin Magyarországra
érkezett, és személyesen köszönte meg kérésük teljesítését.
Kiss Lajos több régi hangosfilmben játszott, a világhírű művészek közül 
többek között Saljapint is Szórakoztatta. 
Szerepet kapott még Fráter Lóránd című magyar filmben (Fsz: Páger Antal ),
Nótái közül a Panaszkodik a hegedűm (sz: Sándor Jenő) c.az ismertebb.

## Hang és Kép
- Lajos Kiss - Serenata - Enrico Toselli - 1930
- Lajos Kiss mit Orchester - Traumwalzer
- Elgar Salut d' amour Kiss Lajos Et Son Orchestre Tzigane Hongrois